# 기디언 맨텔
기디언 맨텔(Gideon Mantell, 본명: Gideon Algernon Mantell, 1790년 2월 3일 ~ 1852년 11월 10일)은 영국의 산과 지질학자이자 고생물학이다. 이구아노돈의 구조와 생활을 재구성하려는 그의 시도는 공룡의 과학 연구의 시발점이었다. 1822년, 최초 화석 치아의 발견을 맡았고 나중에 이구아노돈의 골격 상당수를 발견하는 일을 맡았다. 맨텔의 잉글랜드 남부 백악기에 관한 공로 또한 중요하다.